# Сорочково
Сорочково — деревня в Кадыйском районе Костромской области. Входит в состав Завражного сельского поселения.

## География
Находится в юго-восточной части Костромской области на расстоянии приблизительно 38 км на юг по прямой от районного центра поселка Кадый на правом берегу Нёмды в пределах акватории Горьковского водохранилища.

## История
Известна была с 1872 года как совокупность двух деревень: Сорочково малое с 6 дворами и Сорочково большое с 19 дворами, в 1907 году отмечено было 10 и 33 двора соответственно. В советское время работали колхозы «Коллективный труд» и им. Ленина.

## Население
Постоянное население составляло 39 человек по Сорочкову малому и 130 по Сорочкову большому (1872 год), 40 и 136 соответственно в 1897 году, 50 и 169 в 1907, 24 в 2002 году (русские 96 %), 2 в 2022.